# سيزار مارتينيز (لاعب كرة قدم)
سيزار مارتينيز (بالإسبانية: César Martínez)‏ (26 فبراير 1986 بلوكي في باراغواي - ) هو مدرب كرة قدم ولاعب كرة قدم باراغواياني في مركز الدفاع. لعب مع لوتا شفاغر ‏.

## وصلات خارجية
- سيزار مارتينيز على موقع قاعدة بيانات كرة القدم.إي يو (الإنجليزية)